# Pains and Penalties Bill
Die Pains and Penalties Bill (Deutsch: Die Schmerzen- und Strafen-Vorlage) von 1820 war eine Gesetzesvorlage des britischen Parlamentes. Sie wurde von König Georg IV. veranlasst, um seiner Gattin Caroline von Braunschweig die Rechte einer Königin vorzuenthalten und die Ehe mit ihr aufzulösen. 
Von einem Scheidungsprozess hatten seine Berater Georg IV. abgeraten. Georg hatte nicht nur zahlreiche Geliebte, was in einem öffentlichen Scheidungsprozess zur Sprache gekommen wäre. Er hatte als Kronprinz außerdem heimlich die katholische und zweimal verwitwete Maria Fitzherbert geheiratet. Dies war ein Verstoß sowohl gegen den Act of Settlement als auch den Royal Marriages Act: Mitglieder des britischen Königshauses durften weder eine Angehörige katholischen Glaubens heiraten noch eine Ehe eingehen, ohne die Genehmigung des britischen Monarchens zu besitzen. Hätte Caroline von Braunschweig dies in einem normalen Prozess zur Sprache gebracht, hätte dies möglicherweise Georg IV. den Thron gekostet.